# Penicillium aurantiogriseum
Penicillium aurantiogriseum Dierckx – gatunek grzybów z klasy Eurotiomycetes. Mikroskopijny grzyb strzępkowy.

## Systematyka i nazewnictwo
Pozycja w klasyfikacji według Index Fungorum: Penicillium, Aspergillaceae, Eurotiales, Eurotiomycetidae, Eurotiomycetes, Pezizomycotina, Ascomycota, Fungi.
Neotyp IMI 195050 (Designated by Frisvad & Samson, Stud. Mycol. 49: 27. 2004).

## Charakterystyka
Penicillium aurantiogriseum to patogen roślinny infekujący szparagi i truskawki. Wyizolowano z niego związki chemiczne o nazwie anicequol i aurantyna. Jest pospolity, często izolowany z pożywienia, z warzyw i owoców. Jest szkodliwy dla ludzi, wytwarza bowiem mykotoksyny, które mogą się dostawać do organizmu wraz z pożywieniem lub przez wdychanie zarodników. Wytwarzane przez niego mykotoksyny mają działanie rakotwórcze. Ale ma również pożyteczne działanie. Jest uznawany za obfite źródło biologicznie aktywnych metabolitów wtórnych, które można stosować przeciwnowotworowo. Prowadzone są badania nad ich wykorzystaniem w medycynie.
W Polsce stwierdzono występowanie tego gatunku w glebie lasów iglastych na włośnikach i korzeniach drzew i sadzonek, oraz w glebie pod starymi budynkami. Wywołuje grzybowe choroby roślin o nazwie penicilioza cebul i zieloną zgniliznę czosnku.